# 落合英二
落合 英二（おちあい えいじ、1969年7月25日 - ）は、栃木県下都賀郡石橋町（現：下野市）出身の元プロ野球選手（投手）、コーチ。
中日ドラゴンズの中継ぎとして活躍した右腕投手。2017年の登録名は英二。

## 経歴

### プロ入り前
作新学院高等部ではエースとして活躍。1986年秋季栃木大会準々決勝に進むが、佐野日大高校に敗退。翌1987年春季栃木大会は準決勝で足利工の石井忠徳と投げ合って完封勝ち、決勝では高村祐を擁する前年の選抜準優勝校・宇都宮南高校に敗れたが関東大会出場権を得る。大会では2回戦（初戦）で常総学院高校のエース・島田直也に抑えられ、完封負け。同年夏の栃木大会は準決勝で足利工の石井と再度投げ合うが、延長10回裏サヨナラ負けを喫し、ベスト4で敗退した。
卒業後は日本大学経済学部へ進学し、硬式野球部に入部。当時の日大は東都大学野球リーグ二部に沈んでいたが、1989年秋季リーグで6勝を挙げ、二部優勝。入替戦で國學院大に2連投勝利で降し、一部復帰を果たす。その後も優勝には届かなかったが投の主軸として活躍。1990年のワールドカップ日本代表にも選出された。この年の秋も入替戦では完封、完投を含む3連投で残留に貢献。一部リーグ通算27試合登板、8勝13敗、防御率2.12、148奪三振、二部では12勝2敗。150km/hのストレートを武器に同リーグの若田部健一（駒澤大）とともにドラフトの目玉候補とされていたが、大学4年時に投球の際に右肘を骨折する重傷を負う。一時は選手生命も危惧されたが、回復すると判断した中日ドラゴンズより、1991年のドラフト会議にて東北福祉大のエース斎藤隆の外れ1位指名を受け、入団。大学の1学年後輩に門奈哲寛、プロでも同僚となった渡邉博幸、同郷の真中満がいた。

### プロ入り後
プロ1年目の1992年には肘にサファイアを埋め込む大手術を行った。
2年目の1993年に一軍登板を達成してから数年間は肘の状態を考慮し、ショートリリーフ専門であった。1995年以降はチーム事情もあり主に先発として一軍の登板機会を得る。先発としては完投能力はあるものの、投球が良い時と悪い時の差が激しく、思うような成績を残せない時期が続いた。同姓の落合博満が現役選手として中日に在籍していた時期は、基本的にスコアボード表記は、英二を「落合英」、博満を単に「落合」と表記された。しかし、一時期の東京ドームで博満が「落合博」となっていたことがある他、読売新聞など一部の活字メディアでは、博満に「落合博」を使用していた。
1998年に就任した大学時代の先輩である投手コーチの宮田征典の意向もあり、抑えを務めていた宣銅烈に繋ぐ中継ぎとして固定されたことが転機となる。弓長起浩に次ぐリーグ2位の55試合に登板し、防御率2.82、4勝5敗5セーブの成績を挙げ、リリーフポイント19.70で最優秀中継ぎ投手のタイトルを獲得。
翌1999年は、プロ8年目で初めてオールスターゲームに選出された。この年はサムソン・リーや岩瀬仁紀らと強力な中継ぎ陣を形成し、リーグ優勝に大きく貢献した。同年の福岡ダイエーホークスとの日本シリーズでは3試合に登板、第2戦では9回から川上憲伸をリリーフし、勝利に貢献した。オフの12月24日に2900万円増の年俸8600万円で契約を更改した。
2000年は、キャンプ中に右肩痛を起こし開幕二軍スタートとなった。3月18日の時点では5月に一軍昇格を目指し、調整していることが報道されたが、4月中旬と5月中旬に痛みが再発し調整が遅れたため、前半戦は7月19日の対ヤクルトスワローズ戦（明治神宮野球場）に登板しただけであった。最終的に21試合に登板し防御率2.75であった。
2001年、5月10日の対ヤクルトスワローズ戦（ナゴヤドーム）で2年ぶりにセーブを挙げた。5試合連続で失点したこともあったが、最終的に45試合に登板し、防御率1.73を記録した。
2002年、3月30日の開幕戦、対ヤクルトスワローズ戦（ナゴヤドーム）で登板した際に左脇腹を痛め、翌日登録抹消された。この年は37試合に登板し、1勝2敗1セーブ、防御率2.62であった。オフの12月16日に300万円減の年俸8500万円で契約を更改した。
2003年、シーズン中の8月3日にFA権を取得した。この年は自己最多の61試合に登板し、7勝0敗1セーブ、防御率1.77の成績を残した。FA権を行使せずに3年4億円で残留した。
落合博満が監督に就任した2004年は、3月に右肩に違和感を覚えたことにより、開幕二軍スタートとなった。4月21日に出場選手登録され、翌日の対阪神タイガース戦（ナゴヤドーム）でシーズン初登板した。この年も中継ぎ陣の柱として活躍。不調の岩瀬に代わって抑えを務めた時期もあった。9月26日には7年ぶりに先発登板し、5回無失点で勝利に貢献。同年の西武ライオンズとの日本シリーズでも3試合に中継ぎとして登板している。
2005年、前年オフに首脳陣から先発転向を命じられ、先発に転向した。8年ぶりに開幕ローテーションに入り、5月5日の対ヤクルトスワローズ戦（ナゴヤドーム）でシーズン初勝利を挙げた。しかし、翌週のセ・パ交流戦で対西武ライオンズ戦（インボイス西武ドーム）では4回4失点と結果を残せず、中継ぎに再転向した。
2006年はプロ野球の投球フォームのルール改正により二段モーションであった落合も、投球フォーム改造を余儀なくされるなどの問題から開幕は二軍で迎え、一軍に上がっても結果は出せなかった。チームがリーグ優勝した際には一軍にいなかったが、落合をずっと支えてきた永田トレーナーが監督胴上げの瞬間、落合英二の背番号「26」のプレートを掲げ万歳するシーンが見られた。永田トレーナー以外にも、落合を慕っていた荒木雅博や朝倉健太も帽子の裏に「26」と書いて出場していたという。同年は6月26日に一軍昇格したものの、最終的に5試合の登板にとどまり、現役を引退した。
1球勝利投手、1球セーブ投手、1球ホールド、1球敗戦投手、0球登板（交代を告げられてマウンドに上がってから雨天中断、その後降板）という珍記録を持っている。

### 現役引退後
2007年から2009年まで3年間、中部日本放送（CBC）の野球解説者等を務めた。同局では東海地方ローカルのスポーツ情報番組『サンデードラゴンズ』内で「落合英二ブルブルの輪」というコーナーも担当していた。解説初年度は「ネット裏解説」という扱いでの解説を務めることが多かったが、その後は普通に実況席で解説をしていた。ただし、全国ネットの場合は2年目以降でも「ネット裏解説」として出演する場合があった。「ネット裏解説」の時は、観客に話しかけられることがあったという。ドラゴンズの選手からは「英二さんがすぐ見えるところにいるのが変な感じ」と言われたという。
ドラゴンズ時代に同僚であった宣銅烈が監督を務めていた縁で、韓国のサムスン・ライオンズでコーチ研修を受けた。2010年からサムスンの投手コーチに就任。落合コーチ就任後、サムスン・ライオンズのチーム防御率は大幅に改善し、2011年からは投手起用の全権を任され、その手腕は高く評価された。2012年シーズン、サムスンは2年連続韓国シリーズ優勝を達成し、同年のアジアシリーズ終了後に退団。教え子の中には、後に日本プロ野球において阪神タイガースやメジャーリーグで活躍する呉昇桓がいた。
2013年から2014年まで2年間は、野球解説者に復帰。本数契約でCBC・東海ラジオ・テレビ愛知に出演する。また、中日スポーツの野球評論家も務める。2014年10月16日に千葉ロッテマリーンズの一軍投手コーチに就任することが発表された。背番号は88。2017年より登録名を「英二」へ変更。同年現在、姓を省略し名のみを登録名としているコーチは中日時代のチームメイトでもあった英智外野守備走塁コーチに次いで2人目。同年10月11日に翌年コーチ契約を行わないことを通告された。
2017年11月の秋季キャンプから合流し、2018年から韓国サムスンの投手コーチに再就任する。
2019年秋より韓国サムスン二軍監督に就任。
2022年より中日の一軍ヘッド兼投手コーチに就任。この際、監督に就任することとなった立浪和義がニュース番組『ニュースOne』（東海テレビ）に出演した際、立浪が「77は落合英二にと思っています」と発言し、かつて星野仙一が監督時代に使用していた背番号77を付けることとなった。
2024年10月6日に同年限りで退団することが一度は発表されたが、直後に就任した井上一樹監督より残留を要請され、同年10月28日、二軍監督への就任が発表された。また、背番号は88に変更された。

## 人物
「霊感に優れている」と言われており、以下のような話がある。
- 試合中、当時チームメイトだった大豊泰昭に自分のバットを差し出して「このバットを使ったら打てる」と予言したところ、大豊が本塁打を打った。
- 1996年、山崎武司にもバットを差し出したところ、その年に山崎は本塁打王になった[33]。
- 1999年には、情報番組『ズームイン!!朝!』（日本テレビ）プロ野球イレコミ情報で、どこの球場で優勝を決めるかと質問されると、「ブルペンが外にある球場で星野監督が胴上げされるのが見える」と予言。実際にブルペンが外にある明治神宮野球場で優勝を決めている。
- 2009年6月30日の対阪神タイガース戦の6回裏、一死満塁で藤井淳志が打席に立った際、本塁打打者というわけでもなく、さらにそれまでのシーズンで藤井は満塁の場面の打率が7打席1安打と良くなかったにもかかわらず「藤井が颯爽とベースを回る姿が見える」と予言。そしてその打席、藤井は逆転のプロ初となる満塁本塁打を放った[34]。
- 中日でチームメイトであった川上憲伸が自身のYouTubeチャンネルにて落合との霊感エピソードについて語っている[35]。

### 人間関係
現役時代に監督だった星野仙一に投球などで注意される時、殴られたことがあったが、結婚後は「俺は既婚者の奴は殴らないから安心しろ」と言われたという（落合に限らず、星野は独身選手には手を出すことはあっても、既婚者に対しては基本的に手を出さなかった）。
横浜ベイスターズから移籍してきた谷繁元信は落合よりは1つ年下であるが、何故か「英ちゃん」と呼ばれ、タメ口で話されている。『サンデードラゴンズ』で落合は「歳の分は実績で加味されている」と冗談交じりに語っていた。
2007年に中日ドラゴンズに入団した堂上直倫とは、父である堂上照が球団寮の寮長ということもあって以前から付き合いがあり、2006年のファン感謝デーで行われた引退セレモニーでは「成し遂げられなかった日本一の夢をここにいる選手・コーチ、それにこのナゴヤドームのどこかで見ている堂上直倫君に託します」とあいさつ、場内をどよめかせた。ちなみにその時堂上は愛工大名電の野球部の仲間と共に変装して来場していた。また、2007年の沖縄キャンプの休日で堂上が報道陣の写真撮影に応じた際、落合からの貰い物と思われる「EIJI 26」とネームの入った短パンを履いていた。その後堂上直倫が入団した2007年に中日ドラゴンズは日本一に輝いた。

### 家族
妻はフィギュアスケートの元選手で、幼少期の安藤美姫、浅田真央を指導したことがある。

## 詳細情報

### 年度別投手成績
| 年 度      | 球 団      | 登 板 | 先 発 | 完 投 | 完 封 | 無 四 球 | 勝 利 | 敗 戦 | セ 丨 ブ | ホ 丨 ル ド | 勝 率 | 打 者 | 投 球 回 | 被 安 打 | 被 本 塁 打 | 与 四 球 | 敬 遠 | 与 死 球 | 奪 三 振 | 暴 投 | ボ 丨 ク | 失 点 | 自 責 点 | 防 御 率 | W H I P |
| ---------- | ---------- | ----- | ----- | ----- | ----- | -------- | ----- | ----- | -------- | ----------- | ----- | ----- | -------- | -------- | ----------- | -------- | ----- | -------- | -------- | ----- | -------- | ----- | -------- | -------- | ------- |
| 1993       | 中日       | 10    | 0     | 0     | 0     | 0        | 1     | 1     | 0        | --          | .500  | 36    | 9.1      | 5        | 1           | 5        | 3     | 0        | 7        | 1     | 0        | 2     | 2        | 1.93     | 1.07    |
| 1994       | 中日       | 27    | 0     | 0     | 0     | 0        | 2     | 1     | 1        | --          | .667  | 146   | 34.0     | 35       | 2           | 14       | 1     | 1        | 23       | 0     | 0        | 13    | 12       | 3.18     | 1.44    |
| 1995       | 中日       | 30    | 14    | 0     | 0     | 0        | 3     | 9     | 2        | --          | .250  | 404   | 96.1     | 119      | 11          | 16       | 4     | 3        | 47       | 0     | 0        | 54    | 51       | 4.76     | 1.40    |
| 1996       | 中日       | 24    | 14    | 3     | 2     | 1        | 4     | 6     | 1        | --          | .400  | 411   | 96.1     | 98       | 6           | 29       | 6     | 2        | 61       | 1     | 0        | 49    | 40       | 3.74     | 1.32    |
| 1997       | 中日       | 19    | 9     | 2     | 0     | 1        | 4     | 7     | 0        | --          | .364  | 271   | 66.1     | 66       | 3           | 7        | 1     | 2        | 52       | 0     | 0        | 33    | 27       | 3.66     | 1.10    |
| 1998       | 中日       | 55    | 0     | 0     | 0     | 0        | 4     | 6     | 5        | --          | .400  | 308   | 73.1     | 81       | 3           | 12       | 2     | 0        | 36       | 0     | 0        | 29    | 23       | 2.82     | 1.27    |
| 1999       | 中日       | 56    | 0     | 0     | 0     | 0        | 5     | 4     | 2        | --          | .556  | 207   | 51.2     | 43       | 8           | 9        | 2     | 2        | 27       | 0     | 0        | 17    | 16       | 2.79     | 1.01    |
| 2000       | 中日       | 21    | 0     | 0     | 0     | 0        | 0     | 2     | 0        | --          | .000  | 83    | 19.2     | 20       | 0           | 6        | 4     | 1        | 18       | 2     | 0        | 7     | 6        | 2.75     | 1.32    |
| 2001       | 中日       | 45    | 0     | 0     | 0     | 0        | 0     | 3     | 2        | --          | .000  | 177   | 41.2     | 41       | 1           | 11       | 3     | 1        | 19       | 0     | 0        | 14    | 8        | 1.73     | 1.25    |
| 2002       | 中日       | 37    | 0     | 0     | 0     | 0        | 1     | 2     | 0        | --          | .333  | 138   | 34.1     | 27       | 1           | 7        | 4     | 3        | 21       | 0     | 0        | 12    | 10       | 2.62     | 0.99    |
| 2003       | 中日       | 61    | 0     | 0     | 0     | 0        | 7     | 0     | 1        | --          | 1.000 | 215   | 56.0     | 53       | 4           | 5        | 2     | 0        | 35       | 0     | 0        | 11    | 11       | 1.77     | 1.04    |
| 2004       | 中日       | 42    | 1     | 0     | 0     | 0        | 4     | 3     | 10       | --          | .571  | 186   | 44.0     | 46       | 3           | 10       | 2     | 2        | 17       | 0     | 0        | 12    | 12       | 2.45     | 1.27    |
| 2005       | 中日       | 31    | 6     | 0     | 0     | 0        | 2     | 1     | 0        | 8           | .667  | 210   | 47.2     | 64       | 6           | 10       | 0     | 1        | 27       | 0     | 0        | 26    | 25       | 4.72     | 1.55    |
| 2006       | 中日       | 5     | 0     | 0     | 0     | 0        | 0     | 0     | 0        | 0           | ----  | 20    | 4.1      | 6        | 1           | 1        | 0     | 1        | 3        | 0     | 0        | 4     | 4        | 8.31     | 1.62    |
| 通算：14年 | 通算：14年 | 463   | 44    | 5     | 2     | 2        | 37    | 45    | 24       | 8           | .451  | 2812  | 675.0    | 704      | 50          | 142      | 34    | 19       | 393      | 4     | 0        | 283   | 247      | 3.29     | 1.25    |

### タイトル
- 最優秀中継ぎ投手：1回（1998年）

### 記録
初記録
- 初登板：1993年7月28日、対横浜ベイスターズ19回戦（ナゴヤ球場）、9回表に2番手で救援登板・完了、1回無失点
- 初奪三振：1993年8月5日、対広島東洋カープ13回戦（広島市民球場）、8回裏に江藤智から
- 初勝利：1993年9月28日、対読売ジャイアンツ21回戦（ナゴヤ球場）、7回表に4番手で救援登板、1回無失点
- 初セーブ：1994年7月2日、対横浜ベイスターズ15回戦（横浜スタジアム）、8回裏一死に3番手で救援登板・完了、1回2/3無失点
- 初先発登板・初先発勝利：1995年5月27日、対ヤクルトスワローズ7回戦（千葉マリンスタジアム）、6回1失点
- 初完投勝利・初完封勝利：1996年4月24日、対ヤクルトスワローズ5回戦（明治神宮野球場）
- 初ホールド：2005年7月1日、対ヤクルトスワローズ7回戦（明治神宮野球場）、5回裏に2番手で救援登板、2回無失点

その他の記録
- 1球勝利投手：1999年7月11日、対阪神タイガース15回戦（ナゴヤドーム）、9回表一死に救援登板・完了、今岡誠を遊ゴロ併殺打 ※史上9人目[37]
- 1球敗戦投手：1995年4月27日、対阪神タイガース5回戦（阪神甲子園球場）、10回裏に救援登板、グレン・デービスにサヨナラ本塁打[37]※史上12人目（13度目）
- 1球勝利・1球敗戦を両方記録 ※史上初
- オールスターゲーム出場：2回（1999年、2003年）

### 背番号
- 19（1992年 - 1993年）
- 71（1994年）[注 5]
- 25（1995年）
- 26（1996年 - 2006年）
- 88（2010年 - 2012年、2015年[26] - 2021年、2025年[32] - ）
- 77（2022年[29] - 2024年）

### 登録名
- 落合 英二（おちあい えいじ、1992年 - 2006年、2010年 - 2012年、2015年 - 2016年、2018年 - ）
- 英二（えいじ、2017年）

## 関連情報

### 出演番組
- 侍プロ野球（CBCテレビ）
- サンデードラゴンズ（CBCテレビ）
- 燃えよドラゴンズ（CBCプロ野球中継）